# Cleveland (Illinois)
Cleveland é uma vila localizada no estado americano de Illinois, no Condado de Henry.

## Demografia
Segundo o censo americano de 2000, a sua população era de 253 habitantes.
Em 2006, foi estimada uma população de 244, um decréscimo de 9 (-3.6%).

## Geografia
De acordo com o United States Census Bureau tem uma área de
0,9 km², dos quais 0,9 km² cobertos por terra e 0,0 km² cobertos por água.

## Localidades na vizinhança
O diagrama seguinte representa as localidades num raio de 12 km ao redor de Cleveland.